# 85式冲锋枪
85式冲锋枪是一款在1980年代由中国北方工业公司所研制和生產的7.62毫米口徑可裝消声器式冲锋枪。它最初的设计概念是藉一种较为便宜的价格去以装备于中国人民解放军亦並且取代1979年式衝鋒槍和现役的64式微声冲锋枪。85式冲锋枪发射7.62×25毫米托卡列夫口徑手枪子彈，其中包括51式7.62毫米普通弹。若裝有消声器的話，則发射64式7.62毫米微声弹（亚音速弹）。

## 歷史
出于解放军部队对79式衝鋒槍的不满，以及对64式微声冲锋枪的改进要求，军工部门在1980年代初期立项研制新型冲锋枪，在1983年开始研制，最后于1985年8月20日至8月30日完成了所有国家靶场的全部设计定型试验任务，并于同年12月27日由轻武器定型委员会批准了设计定型而命名为85式轻型冲锋枪。
另外亦于1985年完成设计定型了一个冲锋枪的小枪族，由85式轻型冲锋枪及具有消声功能的85式微声冲锋枪组成。
85式冲锋枪系列目前被用於中国人民武装警察部队、民兵部队，以及解放军士兵（尤其是特殊兵种）。然而该枪预期将被05式微声冲锋枪所取代。

## 设计特点
85式冲锋枪是一种设计简单的武器，和普遍的冲锋枪一样采用開放式槍栓和反沖作用以进行射击，可半自动和全自动射击。85式冲锋枪由枪管、枪栓、机匣、枪托等几大部件组成，而85式微声冲锋枪则在这以上增加了消声器。
85式轻型冲锋枪採用钢製管狀機匣製成，而較長的消声器也是由钢制成。保险／射击模式的选择杆位于扳機的右侧，扳機護環的上方，设有半自动射击（“1”位置）、全自动射击（“2”位置）和击发保险（“0”位置）功能，可實現半自动和全自动两种射击模式。機械瞄具是片状准星和觇孔式照门连翻转式表尺。供弹方式是来自64式微声冲锋枪30发可拆卸式弧形彈匣，可装填各式7.62×25毫米手枪子彈。手枪握把内部中空，可作为收藏油壶和毛刷的贮品室。枪身尾部还具有一个钢制的单支撑杆结构褶疊式枪托，在不使用时按下枪托卡笋，枪托即可褶疊至枪身右侧。它采用了前方和尾铁铆接、后方与托底板焊接的单杆无缝钢管，不仅结构简单，而且內部中空可以容纳通条；枪托折叠后的限制卡笋还具有磨损自动补偿用途，可使枪托保持最小晃动量，有利于提高设计精度。枪托上还可以配上寒带作战贴腮套。85式轻型冲锋枪的有效射程为200公尺（218.72码，656.17英尺），具有结构简单、体积小、重量轻、精度好、近距离火力强、携带使用方便的特点。
而85式微声冲锋枪基本上就是在85式轻型冲锋枪上更换了枪管和节套，增加消声器而成的，因此两枪主要零部件可以通用。使用64式7.62毫米微声弹藥，槍口处噪声不超过82.9分贝。实际上，在射击时只有的是枪机撞击声。夜间单发射击时，距枪口50公尺（54.68碼，164.04英尺）处看不到光；白天单发射击时，距枪口50公尺处看不到烟。枪管前端具有共36个排气孔（前端4条阴线位置各有9个排气孔），在射击时火药燃气经过排气孔后进入消声器，并在消声器内膨胀、减压。枪管外壁上具有定位消声器的定位环，机匣前部具有消声简卡笋和螺纹，消声筒后部内表面上也具有螺纹和缺口，消声筒以此定位。消声器具有11个消声碗，直径一致，由两根联杆串联在一起，联杆头部为固定式提环。消声器口部设有螺纹，旋上消声器盖即可完成封闭。85式微声冲锋枪的消声器外壁顶部设有机械瞄具，有效射程为150公尺（164.04码，492.13英尺）。
85式冲锋枪系列的优点是重量适中、尺寸紧凑、动作灵活、反应快等，缺点则是设计上较为落后，外形不讨好，人体工学差劣。另外该枪会因扳机不复位而出现“单打连”的故障，在早期型设计时就有这样的情况。经过反复试验和改进，对发射机构进行了优化已经大大减少这种故障的机率，但如果使用者不注意保养，污垢积累较多以后仍然会出现这种故障情况。

## 使用國
| 國家           | 組織名稱                       |
| -------------- | ------------------------------ |
|                | 孟加拉警察                     |
| 柬埔寨         | 柬埔寨王家軍隊                 |
| 中华人民共和国 | 中国人民解放军、武警、公安特警 |

## 流行文化

### 電子遊戲
- 2005年—：85式冲锋枪由中國人民解放軍的反坦克兵所使用，以30發彈匣供彈。

## 外部連結
- （英文）—Modern Firearms—Type 85 submachine gun（页面存档备份，存于）
- （英文）—Weapon.ge—
  - NORINCO Type 85（页面存档备份，存于）
  - NORINCO Type 85 silenced（页面存档备份，存于）
- （英文）—Chinese Defence Today—Type 85 7.62mm Submachine Gun
- （英文）—weaponsystems.net—Type 85（页面存档备份，存于）
- （英文）—Military, Security and Civilian Guns and Equipment—Type 85 SMG（页面存档备份，存于）
- （英文）—Chinese Infantry Heavy Weapon & Small Arms | China Defense Mashup
- （英文）—Tactical-Life.com—Top 5 Submachine Guns Used by China's Military and Police（页面存档备份，存于）
- （简体中文）—D Boy Gun World（槍炮世界）—1985年式轻型冲锋枪（页面存档备份，存于）
  - 1985年式微声冲锋枪（页面存档备份，存于）
- （简体中文）—详解中国二代轻武器代表作：85系列冲锋枪（页面存档备份，存于）
- （简体中文）—铁血网—中国二代轻武器代表作85系列冲锋枪（页面存档备份，存于）
- （简体中文）—轻兵器—64式微声冲锋枪的后继者:85式7.62mm微声冲锋枪
- （简体中文）—《轻兵器》—85式轻型冲锋枪研制始末（页面存档备份，存于）
- （简体中文）—中国论文网—科技论文发表—
  - 原创：中国64式、85式7.62mm微声冲锋枪比照
  - 原创：64式微声冲锋枪的后继者：85式7.62mm微声冲锋枪
- （繁體中文）—人民網—中國新式7.62mm85式微聲沖鋒槍（页面存档备份，存于）